# Klonowa Wola (gromada)
Klonowa Wola – dawna gromada, czyli najmniejsza jednostka podziału terytorialnego Polskiej Rzeczypospolitej Ludowej w latach 1954–1972.
Gromady, z gromadzkimi radami narodowymi (GRN) jako organami władzy najniższego stopnia na wsi, funkcjonowały od reformy reorganizującej administrację wiejską przeprowadzonej jesienią 1954 do momentu ich zniesienia z dniem 1 stycznia 1973, tym samym wypierając organizację gminną w latach 1954–1972.
Gromadę Klonowa Wola z siedzibą GRN w Klonowej Woli utworzono – jako jedną z 8759 gromad – w powiecie grójeckim w woj. warszawskim, na mocy uchwały nr VI/10/5/54 WRN w Warszawie z dnia 5 października 1954. W skład jednostki weszły obszary dotychczasowych gromad Dębnowola, Grażyna, Kalina, Niwy Ostrołęckie, Nowa Ostrołęka, Piaseczno, Pilica, Przylot i Stara Warka ze zniesionej gminy Konary oraz obszar dotychczasowej gromady Gąski ze zniesionej gminy Nowa Wieś w tymże powiecie. Dla gromady ustalono 21 członków gromadzkiej rady narodowej.
1 stycznia 1959 z gromady Klonowa Wola wyłączono część obszaru wsi Pilica o powierzchni 9,41 ha (położonej na prawym brzegu Pilicy) włączając ją gromady Rozniszew w powiecie kozienickim w woj. kieleckim.
31 grudnia 1961 do gromady Klonowa Wola włączono wsie Konary, Magierowa Wola, Ostrówek i Podgórzyce ze zniesionej gromady Konary oraz wieś Borowe ze zniesionej gromady Watraszew w tymże powiecie.
Gromada przetrwała do końca 1972 roku, czyli do kolejnej reformy gminnej.